# Tweede Kamerverkiezingen 2023/Kandidatenlijst/Samen voor Nederland
Dit is de kandidatenlijst voor de Tweede Kamerverkiezingen van 2023 van Samen voor Nederland zoals die op 13 oktober 2023 is vastgesteld door de Kiesraad. Samen voor Nederland nam aan deze verkiezingen deel in negentien van de twintig kieskringen, de partij nam niet deel in kieskring 20 (Bonaire).
1. Michel Reijinga, Amsterdam - 2.497 stemmen
2. Samira You-ala, Aalten - 691
3. Welmer ten Seldam, Lichtenvoorde - 83
4. Denzel Olde Kalter, Deurningen - 69
5. Mark Verspeek, Schiedam - 110
6. Jan Huzen, Nieuw-Weerdinge - 582
7. Laurens Buijs, Amsterdam - 39
8. Nathalie Vaneker, Aalten - 205
9. Micha Kuiper, Egmond aan den Hoef - 53
10. Vincent Berndsen, Lommel (BE) - 21
11. Martijn Bosman, Zwijndrecht - 64
12. Daniël van den Berg, Enschede - 69
13. Joop Dekker, Amsterdam - 47
14. Mandy Seijffert-Wubbels, Aalten - 68
15. Robert Korving, 's-Gravenhage - 29
16. Bianca Wagt, Nijkerk - 66
17. Daniëla van der Pluijm, Leiden - 56
18. Melissa Verspeek, Schiedam - 63
19. Marwin Ebbers, Winterswijk - 23
20. Brigitte Timmer, Zoetermeer - 57
21. Marco IJben, Aardenburg - 34
22. Sharon Bink, Leiden - 54
23. Frederik Roebersen, Monnickendam - 49
24. Ria Ottenhoff, Kerkrade - 65
25. Arian Honders, Bolsward - 38
26. Alicia Huijing, Bovenkarspel - 46
27. Elizabeth Heesterman, Kiel-Windeweer - 53
28. Eric Zwijnenburg, Almere - 94

VVD · D66 · GroenLinks-PvdA · PVV · CDA · SP · Forum voor Democratie · Partij voor de Dieren · ChristenUnie · Volt · JA21 · SGP · DENK · 50PLUS · BBB · BIJ1 · Piratenpartij - De Groenen · BVNL / Groep Van Haga · Nieuw Sociaal Contract · Splinter · Libertaire Partij · LEF - Voor de Nieuwe Generatie · Samen voor Nederland · Nederland met een PLAN · PartijvdSport · Politieke Partij voor Basisinkomen